# Małynyczi
Małynyczi (ukr. Малиничі, pol. Malinicze) – wieś na Ukrainie, w obwodzie chmielnickim, w rejonie chmielnickim.
Znajduje się tu mijanka i przystanek kolejowy Małynyczi, położona na linii Chmielnicki – Kamieniec Podolski – Kelmieńce.

## Historia
W XIX i w początkach XX w. Malinicze położone były w Rosji, w guberni podolskiej, w powiecie płoskirowskim. Były siedzibą gminy Malinicze.
Po I wojnie światowej pod administracją polską, w Zarządzie Cywilnym Ziem Wołynia i Frontu Podolskiego, w okręgu podolskim, w powiecie płoskirowskim.
W wyniku postanowień traktatu ryskiego znalazły się w granicach Związku Sowieckiego. Od 1991 w niepodległej Ukrainie.

## Dwór
- we wsi stał dwór z ogrodem Makowieckich[4].  Zniszczony podczas Pożogi w latach 1917-1919.